# Mimořádná veterinární opatření
Mimořádná veterinární opatření (zkratka MVO) je soubor konkrétních nařízení a omezení nezbytných k ochraně zdraví zvířat a lidí. MVO jsou definována veterinárním zákonem č. 166/1999 Sb. ve znění pozdějších předpisů (Zákon o veterinární péči). 

Mimořádná veterinární opatření vyhlašuje příslušný státní orgán a mají charakter neodkladného účinku (nelze se proti nim odvolat k soudu).
MVO jsou nařízeny při výskytu nebezpečné nákazy anebo hrozí-li jejich šíření; při zjištění zdravotně závadných živočišných produktů, vody nebo krmiv nebo existuje-li podezření, že jsou zdravotně závadné; hrozí-li nebezpečí zavlečení původců nemocí zvířat a nemocí přenosných ze zvířat na člověka anebo zavlečení závadných krmiv.

## Orgány oprávněné k vyhlášení MVO
- Ministerstvo zemědělství – vyhlašuje MVO na základě návrhu Státní veterinární správa ČR
- Státní veterinární správa České republiky
- Krajská veterinární správa – jednotlivé krajské veterinární správy mohou vyhlásit MVO v oblasti své působnosti
- Okresní inspektorát Krajské veterinární správy
- Obec – na základě návrhu příslušné Krajské veterinární správy

## Přehled některých mimořádných veterinárních opatření dle zákona č. 166/1999 Sb.
- vymezení ohniska nákazy a jeho ochranných pásem
- nařízení izolace zvířat, zákaz či omezení prodeje zvířat, transportu, výstav, porážení či volného pohybu zvířat
- nařízení povinného utracení, porážky zvířat v ohnisku
- omezení nebo zákaz pastvy, používání krmiv a vody, honů zvířat nebo odlovu ryb
- zákaz nebo omezení prodeje produktů živočišného původu na tržnicích a tržištích
- omezení, zákaz nebo stanovení zvláštních podmínek dovozu, tranzitu nebo vývozu veterinárního zboží
- nařízení hygienických či sanitačních postupů, deratizace, dezinfekce, dezinsekce
- zákaz nebo omezení pohybu osob či shromažďování osob

## Náhrada nákladů a ztrát
Jakmile jsou vyhlášeny MVO u chovatele, má zákonný nárok na plné uhrazení veškerých nákladů a ztrát spojených s MVO. Náhrada se platí až po ukončení MVO a to na základě písemné žádosti, kterou chovatel musí podat do 6 týdnů od ukončení MVO. Pokud termín nestihne, nedostane nic.
Některá MVO trvají i roky. Před ukončením může být (ale nemusí) poskytnuta záloha na úhradu nákladů a ztrát (zpravidla náklady na vakcinaci, testování a kafilerii). 
Po ukončení MVO se hradí:

- náklady spojené s utracením zvířat a jejich odvoz (kafilerie)

- náklady spojené s vakcinací a testováním (veterináři) 

- náklady spojené s uzávěrou objektu

- náklady na závěrečnou desinfekci, desinsekci a deratizaci

- u pozitivních zvířat prodaných (jinému chovateli či na jatky) se platí rozdíl v ceně (rozdíl mezi cenou běžnou na trhu a cenou obdrženou)

- náklady a ztráty spojené s dodržováním MVO

Hlava IX veterinárního zákona rozebírá nárokové úhrady nákladů a ztrát. Jsou placeny ze státního rozpočtu. Při neproplacení zákonných náhrad po ukončení MVO je možné je vyžadovat soudně. V těchto případech bývají dodatečné ztráty často větší než nárokové (např. likvidace hospodářství).